# Kay Andersen
Kay Iver Andersen (4. september 1895 i Bangkok – 3. februar 1933 i Algier) var en dansk godsejer og hofjægermester, bror til Sigurd Andersen.
Han var søn af etatsråd H.N. Andersen og hustru Maria født Benedictsen, blev cand.polyt. 1920 og var ejer af herregården Lundbæk ved Nibe fra 1923.
Han blev gift 1921 med Bodil Steen (15. januar 1903 i Assens - 1978).